# Paul Donovan
Pour les articles homonymes, voir Donovan.
Paul Donovan est un scénariste, réalisateur et producteur canadien né le 26 juin 1954 en Canada.

## Filmographie

### Comme scénariste
- 1981 : South Pacific 1942
- 1983 : Self Defense
- 1985 : Def-Con 4
- 1987 : Caribe (en)
- 1988 : Norman's Awesome Experience (en)
- 1989 : L'Île des pirates disparus (George's Island)
- 1992 : Buried on Sunday
- 1993 : Tomcat: Dangerous Desires
- 1997 : Lexx ("Lexx: The Dark Zone") (feuilleton TV)

### Comme réalisateur
- 1981 : South Pacific 1942
- 1983 : Self Defense
- 1985 : Def-Con 4
- 1988 : Norman's Awesome Experience (en)
- 1988 : The Squamish Five (TV)
- 1989 : L'Île des pirates disparus (George's Island)
- 1992 : Buried on Sunday
- 1993 : Tomcat: Dangerous Desires
- 1994 : Paint Cans
- 1994 : Life with Billy (TV)
- 1997 : Lexx ("Lexx: The Dark Zone") (feuilleton TV)

### Comme producteur
- 1983 : Self Defense
- 1985 : Def-Con 4
- 1988 : Norman's Awesome Experience (en)
- 1989 : L'Île des pirates disparus (George's Island)
- 1994 : Paint Cans
- 1997 : Lexx ("Lexx: The Dark Zone") (feuilleton TV)
- 1997 : Lexx ("Lexx") (série TV)
- 1997 : The Last Bus Home